# Parbig (miejscowość)
Parbig (ros. Парбиг) – wieś (sieło) w Rosji, w obwodzie tomskim, w rejonie bakczarskim. W 2010 liczyła 1900 mieszkańców.